# Полизел (тиран)
Полизе́л (Полизал; др.-греч. Πολύζηλος ή Πολύζαλος; умер ранее 467/466 до н. э.) — сицилийский военачальник и государственный деятель, тиран Гелы.

## Биография
Третий сын гелойского аристократа Диномена Старшего, младший брат тиранов Гелона и Гиерона I.
Вероятно, участвовал в войне с карфагенянами и битве при Гимере. Его имя, вместе с именами трех братьев, было помещено на треножнике, посвященном Гелоном в Дельфы.
В 478 до н. э., после смерти Гелона, по завещанию последнего женился на его вдове Дамарете, дочери Ферона Акрагантского, и занял пост командующего армией, вероятно, в ранге стратега-автократора, став фактическим соправителем тирана Гиерона. Одновременно дочь Полизела от первого брака вышла замуж за Ферона. Таким образом Полизел становился защитником сына Гелона и Дамареты и получал сильного союзника в лице акрагантского тирана.
Популярность Полизела у населения и его высокий пост вызывали у Гиерона опасения, и тиран начал формирование личной гвардии наемников. По мнению М. Ф. Высокого, свидетельством плохих отношений между братьями может служить то, что резиденция стратега («Полизелова усадьба») находилась довольно далеко от Сиракуз.
Гиерон отправил брата командовать войсками, направленными на помощь жителям Сибариса, осажденного кротонцами. По словам Диодора, тиран рассчитывал, что Полизел будет убит на этой войне, но стратег вернулся с победой. Сибарис, вероятно, добился независимости и вошел в сферу сиракузского влияния. Тем временем Гиерон вступил в борьбу с Фероном, поддержав действия акрагантских заговорщиков.
Закончив войну с кротонцами, Полизел отказался выступить в поход на тирана Регия Анаксилая, воевавшего с локрийцами, и вернулся в Сиракузы. Опасаясь, что Ферон, разгромивший оппозицию, может оказать поддержку родственнику, Гиерон публично обвинил брата в стремлении захватить власть, и тому около 476 до н. э. пришлось бежать в Акрагант. Гельмут Берве полагает, что именно тогда Полизел выдал свою дочь за Ферона.

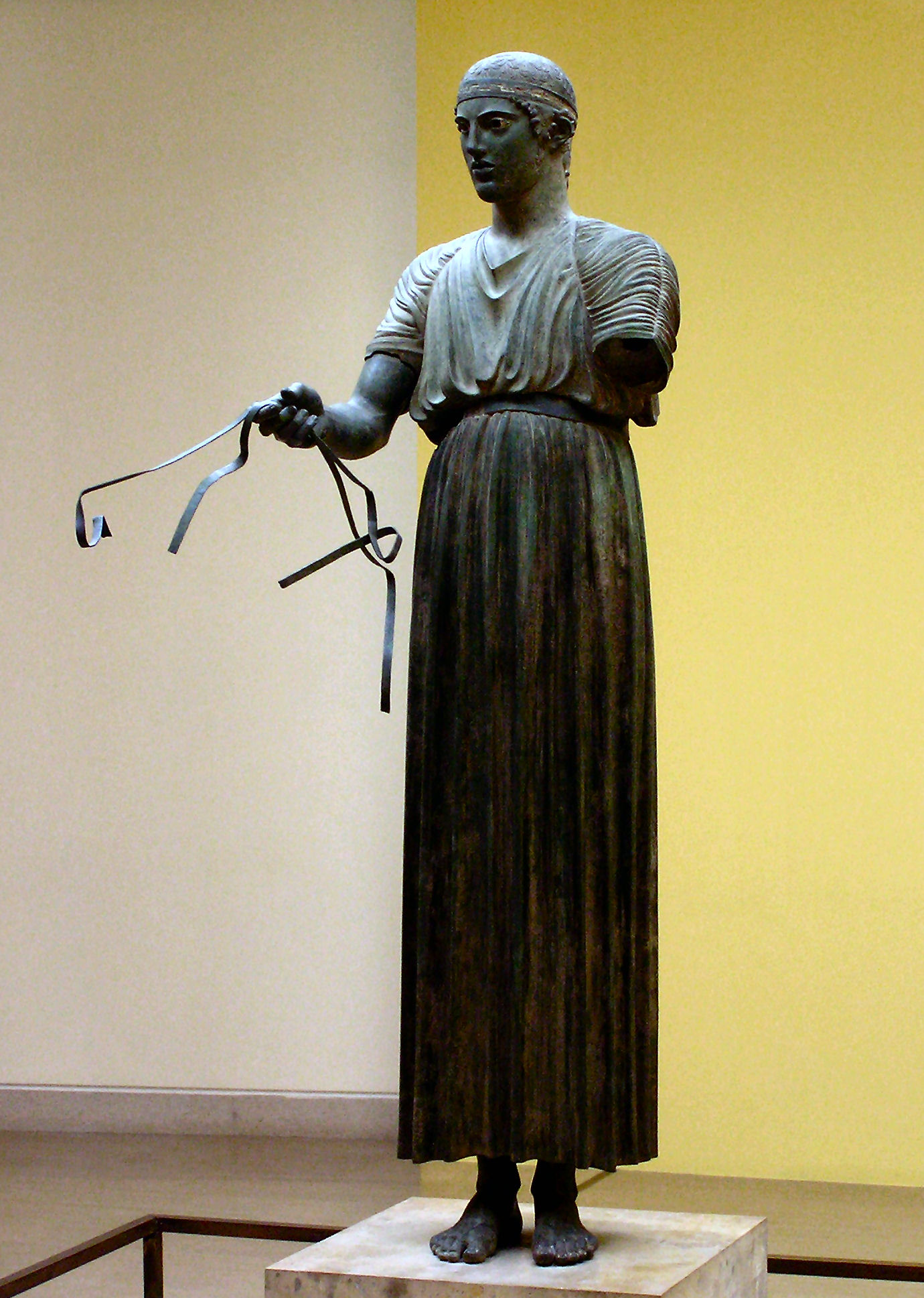
Дельфийский возничий, посвященный Полизелом в храм Аполлона (478 или 474 до н. э.)

Полизел с акрагантскими войсками выступил против Гиерона. Войска сошлись на реке Геле, после чего был заключен мир при посредничестве поэта Симонида. Сиракузский тиран считал свои силы недостаточными, учитывая популярность Полизела в войсках, а Ферону Симонид сообщил, что жители Гимеры намерены от него отложиться и перейти на сторону противника.
По условиям соглашения Полизел был восстановлен в должности стратега и стал тираном-наместником Гелы, второго по значению города в государстве Диноменидов. Фактически его власть была ограничена этим городом.
О правлении Полизела в Геле свидетельствует надпись на посвятительной статуе в Дельфах по случаю победы в скачках на Пифийских играх: «[В] память Полизел, правящий в Геле, меня посвятил / Сын Диномена, возвеличивающий славного Аполлона». После свержения тирании Диноменидов первая строка надписи была затерта, и вместо нее написано: «Победивший в скачках Полизел меня посвятил». Пифийскую победу обычно датируют 474 до н. э., реже 478 до н. э. О самом правлении мало что известно, за исключением масштабного строительства. Тиран-наместник перестроил гелойский теменос, возведя, в частности, новое святилище Афины.
Считается, что Полизел умер до 467/466 до н. э., так как Гиерону наследовал младший из братьев, Фрасибул. Неизвестно, были ли у Полизела сыновья от двух его браков.